# Hallines
Hallines är en kommun i departementet Pas-de-Calais i regionen Hauts-de-France i norra Frankrike. Kommunen ligger i kantonen Lumbres som tillhör arrondissementet Saint-Omer. År 2022 hade Hallines 1 202 invånare.

## Befolkningsutveckling
Antalet invånare i kommunen Hallines
| Referens: INSEE |